# Novi Vinodolski
Novi Vinodolski je mesto s 3.336 prebivalci (2021; 10-20 let prej še preko 4000) in občina s statusom mesta (hrv. Grad Novi Vinodolski) z okoli 4.500 prebivalci, letovišče in pristanišče v Primorsko-goranski županiji na Hrvaškem.
Novi Vinodolski je mestece, oddaljeno 9 km južno od Crikvenice ob glavni cesti Reka-Split. Naselje leži ob izlivu Suhe Ričine v morje.
Novi Vinodolski sestavljata dva dela, starejši stisnjen del, ki stoji na manjši vzpetini in novejši del, ki je zgrajen ob morski obali.
V kraju je manjše pristanišče. Plovila lahko pristajajo ob pomolu ali valobranu na katerih stojita svetilnika. Globina morja je do 3 m. Ob pomolu je splavna drča in 3 t dvigalo.
Iz pomorske karte je razvidno, da svetilnik na pomolu oddaja svetlobni signal: R Bl 3s. Drugi svetilnik pa oddaja signal B Bl(3) 10s. Nazivni domet svetilnika je 6 milj.

## Zgodovina
O obstoju antičnega naselja na mestu današnjega naselja pričajo arheološki ostanki, med njimi rimski grobovi iz opeke, ki so datirani v 1. in 2. stoletje. Jedro današnjega naselja je frankopanski grad iz 13. stoletja. V gradu je bil 1288 sprejet v glagolici pisan Vinodolski zakon(ik), pomemben dokument hrvaškega prava. Grad so pri obnovitvenih delih v 19. stol. zelo spremenili. Na glavnem trgu stoji četverokotni stolp "Kvadrac", zadnji ostanek kaštela, ki so ga v 13. stoletju zgradili Frankopani in ima izjemen civilizacijsko-upravni pomen v hrvaški zgodovini. V jugozahodnem vogalu trga je do 1890 stal velik okrogel obrambni stolp, ki so ga tega leta preuredili v občinske prostore. Nad pristaniščem so mogočne ruševine pavlinskega samostana.
V Novem Vinodolskem se je rodil hrvaški pesnik in politik Ivan Mažuranić, pa tudi pesnik in pisatelj David Kabalin.

## Demografija
naselja s pripisanim prebivalstvom po popisu iz leta 2011:
- Bater, 111
- Bile, 5
- Breze, 4
- Crno, Novi Vinodolski, 1
- Donji Zagon, 145
- Drinak, 8
- Gornji Zagon, 8
- Jakov Polje, 17
- Javorje, Novi Vinodolski, 2
- Klenovica, 307
- Krmpotske Vodice, 0
- Ledenice, 173
- Luka Krmpotska, 2
- Novi Vinodolski, 4005
- Podmelnik, 0
- Povile, 231
- Ruševo Krmpotsko, 4
- Sibinj Krmpotski, 43
- Smokvica Krmpotska, 47
- Zabukovac, 0

| Pregled števila prebivalcev po letih | Pregled števila prebivalcev po letih | Pregled števila prebivalcev po letih | Pregled števila prebivalcev po letih | Pregled števila prebivalcev po letih | Pregled števila prebivalcev po letih | Pregled števila prebivalcev po letih | Pregled števila prebivalcev po letih | Pregled števila prebivalcev po letih | Pregled števila prebivalcev po letih | Pregled števila prebivalcev po letih | Pregled števila prebivalcev po letih | Pregled števila prebivalcev po letih | Pregled števila prebivalcev po letih | Pregled števila prebivalcev po letih |      |      |
| ------------------------------------ | ------------------------------------ | ------------------------------------ | ------------------------------------ | ------------------------------------ | ------------------------------------ | ------------------------------------ | ------------------------------------ | ------------------------------------ | ------------------------------------ | ------------------------------------ | ------------------------------------ | ------------------------------------ | ------------------------------------ | ------------------------------------ | ---- | ---- |
| 1857                                 | 1869                                 | 1880                                 | 1890                                 | 1900                                 | 1910                                 | 1921                                 | 1931                                 | 1948                                 | 1953                                 | 1961                                 | 1971                                 | 1981                                 | 1991                                 | 2001                                 | 2011 | 2021 |
| 2369                                 | 2649                                 | 2791                                 | 2570                                 | 2552                                 | 2405                                 | 2285                                 | 1919                                 | 1505                                 | 1956                                 | 2075                                 | 2671                                 | 3343                                 | 3851                                 | 4119                                 | 4005 | 3336 |

## Znane osebnosti
- Ivan Mažuranić
- David Kabalin (1918-2012), pisatelj, pesnik